# Jarosław Rakicki
Jarosław Wołodymyrowycz Rakicki, ukr. Ярослав Володимирович Ракіцький (ur. 3 sierpnia 1989 roku w Perszotrawenśku) – ukraiński piłkarz występujący na pozycji obrońcy w ukraińskim klubie Szachtar Donieck.

## Kariera piłkarska

### Kariera klubowa
W 2002 rozpoczął karierę piłkarską w juniorskiej drużynie Samara-Meteoryt Pawłohrad, skąd w następnym roku przeszedł do Akademii Piłkarskiej Szachtara Donieck. W 2006 debiutował w trzeciej drużynie Szachtara, a 15 sierpnia 2009 debiutował w podstawowej jedenastce w meczu za Puchar Ukrainy przeciwko Dnistra Owidiopol. 28 stycznia 2019 podpisał kontrakt z Zenitem Petersburg.

### Kariera reprezentacyjna
10 października 2008 zadebiutował w młodzieżowej reprezentacji Ukrainy w zremisowanym 0:0 meczu z Holandią.
10 października 2009 zadebiutował w narodowej reprezentacji Ukrainy w wygranym 1:0 meczu kwalifikacyjnym do MŚ-2010 z Anglią.

## Sukcesy i odznaczenia

### Sukcesy klubowe
- zdobywca Pucharu UEFA: 2009
- mistrz Ukrainy: 2010
- finalista Pucharu Ukrainy: 2010
- zdobywca Superpucharu Ukrainy: 2010